# Hatanaka Sinnoszuke
Hatanaka Sinnoszuke (畠中 槙之輔) (Jokohama, 1995. augusztus 25. –) japán válogatott labdarúgó.

## Klub
A labdarúgást a Tokyo Verdy csapatában kezdte. 61 bajnoki mérkőzésen lépett pályára és 4 gólt szerzett. 2018-ban a Yokohama F. Marinos csapatához szerződött. 2019-ben japán bajnoki címet szerzett.

## Nemzeti válogatott
2019-ben debütált a japán válogatottban. A japán válogatottban 8 mérkőzést játszott.

## Statisztika
| Japán válogatott | Japán válogatott | Japán válogatott |
| Időszak          | Mérk.            | gól              |
| ---------------- | ---------------- | ---------------- |
| 2019             | 7                | 0                |
| 2020             | 0                | 0                |
| 2021             | 1                | 0                |
| Összesen         | 8                | 0                |

## Sikerei, díjai
Klub
- Japán bajnokság: 2019